# Eskilstuna Sporthall

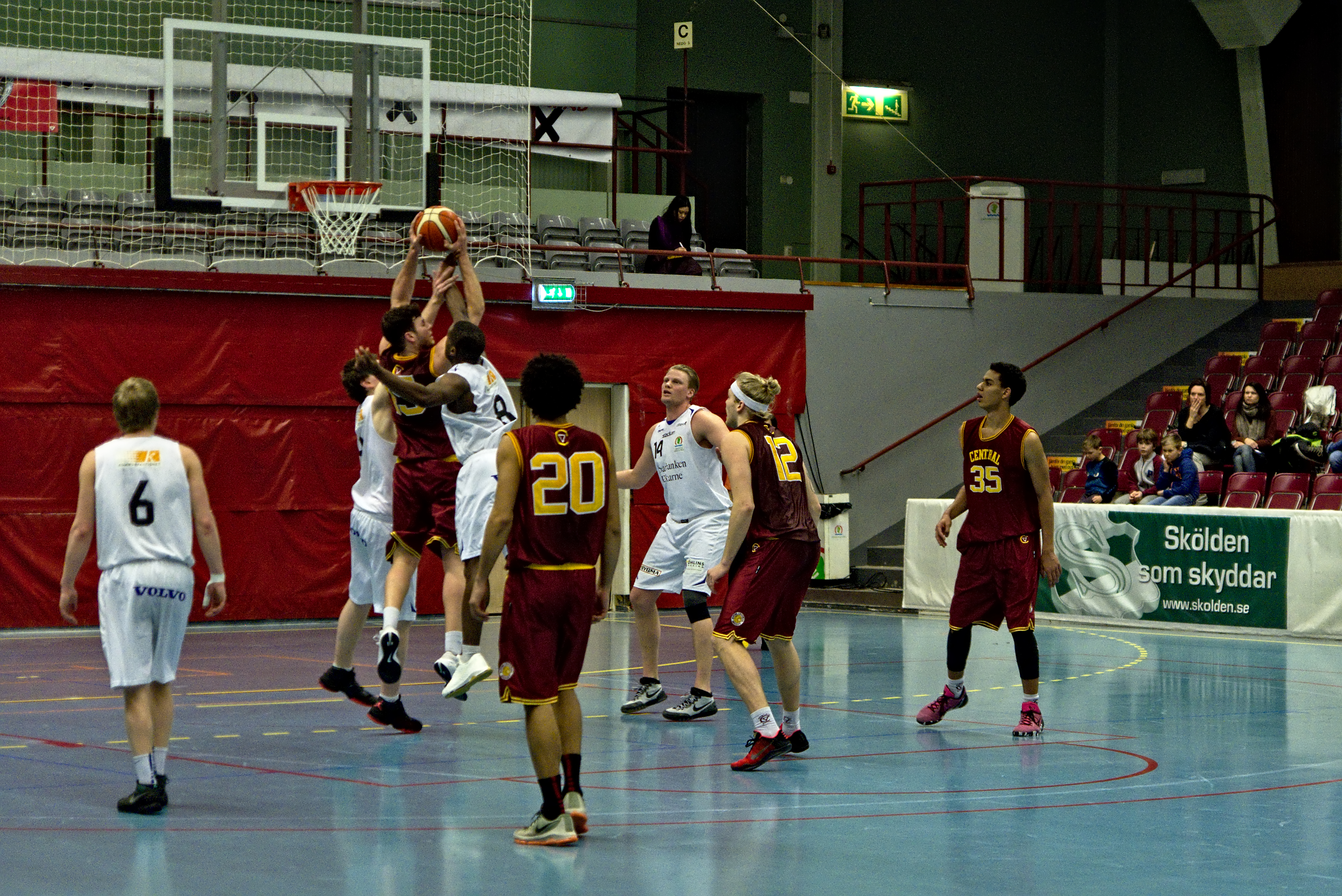
Match i Basketettan, med hemmalaget Eskilstuna Basket i vitt.

Eskilstuna Sporthall var en inomhusarena i Eskilstuna, där bland annat handbollslagen Eskilstuna Guif och HK Eskil samt basketlaget Eskilstuna Basket spelade sina hemmamatcher. Sporthallens lokaler användes även av flera föreningar som sysslar med olika kampsporter samt dans och gymnastik. Stora hallen hade en plan med måtten 20x40 meter, och rymde 2 600 åskådare. Det gjorde hallen till den största inomhushallen i Eskilstuna. Det fanns även en liten hall med samma planmått men utan läktare. Här fanns även restaurang och cafeteria.
Flera stora artister spelade under årens gång i sporthallen. Tisdagen den 29 oktober 1963 spelade den brittiska popgruppen The Beatles inför 2 000 personer, alltså inte slutsålt, i sporthallen. Andra artister och musikgrupper inkluderar bland annat Kent, Ulf Lundell, Robert Broberg och After Dark.
Eskilstuna Sporthall ersattes av Stiga Sports Arena, som officiellt invigdes den 3 juni 2017.

## Historia

### De sista åren
Under 2000-talet fick Sporthallen mycket kritik för bristande säkerhet och underhåll. Röster höjdes därför för att en modernare arena behövdes i Eskilstuna. Bland annat upptäckte man mögel och röta och när brandlarmet gick den 15 mars 2010 visade det sig att en utrymning inte kunde ske på ett säkert sätt. Detta gjorde att planer på en ny arena i Eskilstuna tog fart. En ny arena beräknades först stå klar 2013. Bygget försenades dock och den nya arenan Stiga Sports Arena invigdes officiellt den 3 juni 2017.
Den utdömda sporthallen revs den 20 mars 2017 för att ge plats åt ett campus för Mälardalens högskola. Bygget av campus startade den 12 juni samma år och beräknades först stå färdigt 2019. men det dröjde ytterligare ett år och 2020 blev det klart. I samband med bygget uppfördes också en ny gångbro över Eskilstunaån sydväst om arenan och badet.
Eskilstuna Guifs damlag spelade sin sista match i Eskilstuna Sporthall söndagen den 27 mars 2016 mot Kristianstad HK om en plats till den högsta divisionen, inför 547 åskådare. Guif föll med 20 mål mot 29.
Eskilstuna Guifs herrlag spelade sin sista match i Eskilstuna Sporthall den 25 april 2016 mot Alingsås HK i den fjärde SM-kvartsfinalen. 2 003 åskådare fick se Guif besegras med 20–21, efter ett avgörande mål av Alingsås Marcus Enström.